# Новая Чебула
Новая Чебула — деревня в Болотнинском районе Новосибирской области России. Входит в состав Светлополянского сельсовета.

## География
Площадь деревни — 20 гектар

## История
Основана в 1904 г. В 1928 г. состояла из 74 хозяйств, основное население — русские. В административном отношении входила в состав Таганайского сельсовета Ояшинского района Новосибирского округа Сибирского края.

## Население
| 2002 | 2007 | 2010 |
| ---- | ---- | ---- |
| 334  | ↘316 | ↘277 |

## Инфраструктура
В деревне по данным на 2007 год функционирует 1 образовательное учреждение.